# نکتار باژبهوک-ملیکیان
نکتار باژبهوک-ملیکیان (ارمنی: Նեկտար Բաժբեուկ-Մելիքյան؛ انگلیسی: Necktar Bazhbeouk-Melikyan ‏ ۲۷ مهٔ ۱۸۹۵ - ۱۹۴۹) معمار اهل ارمنستان بود. وی از سال میلادی تاکنون مشغول فعالیت بوده است.

## زندگی‌نامه
وی با نام اصلی نکتار خوجامیریان ارمنی: Նեկտար Խոջամիրյան در ۲۷ مهٔ ۱۸۹۵ در آگولیس پایین به دنیا آمد و از دانشگاه فنی گرجستان فارغ‌التحصیل گشت.  آلکساندر باژبهوک-ملیکیان همسر وی بود. از ۱۹۳۶ عضو اتحادیه معماران ارمنستان بود. وی در ۱۹۴۹ در سن ۵۴ سالگی در ایروان درگذشت.